# Chikkanarti, Kundgol
Chikkanarti là một làng thuộc tehsil Kundgol, huyện Dharwad, bang Karnataka, Ấn Độ.